# Evolvulus anagalloides
Evolvulus anagalloides är en vindeväxtart som beskrevs av Carl Daniel Friedrich Meisner. Evolvulus anagalloides ingår i släktet Evolvulus och familjen vindeväxter. Inga underarter finns listade i Catalogue of Life.